# 4-й штурмовой авиационный полк
4-й штурмово́й авиацио́нный ордена Ленина полк — авиационная воинская часть ВВС РККА штурмовой авиации в Великой Отечественной войне.

## Наименование полка
В различные годы своего существования полк имел наименования:
- 4-й легкий бомбардировочный авиационный полк (27.04.1938 г.)
- 4-й штурмовой авиационный полк (с декабря 1940 по октябрь 1941 года)[1][2];
- 4-й штурмовой авиационный ордена Ленина полк (с октября 1941 по апрель 1942 года);
- 7-й гвардейский штурмовой авиационный ордена Ленина полк (с апреля 1942 года);
- 7-й гвардейский штурмовой авиационный Севастопольский Краснознамённый ордена Ленина полк[1];
- 756-й гвардейский штурмовой авиационный Севастопольский Краснознамённый ордена Ленина полк (20.02.1949 г.)[1];
- 756-й гвардейский истребительно-бомбардировочный авиационный Севастопольский Краснознамённый ордена Ленина полк (01.04.1956 г.)[1].

## История и боевой путь полка

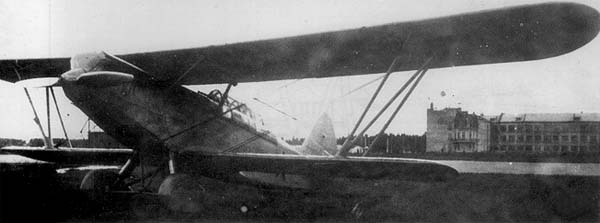
Самолетами Поликарпова Р-Z полк был вооружён при формировании в 1938 году.

Сформирован как 4-й легкий бомбардировочный авиационный полк в Харькове в составе ВВС Харьковского военного округа в период с 27 апреля по 1 мая 1938 года из личного состава 8-й, 9-й разведывательных и 10-й, 11-й армейских разведывательных авиационных эскадрилий на основании директивы Командующего Харьковского военного округа № Г/1/004245 от 11.03.198 г. по штату № 015/806. На вооружение полк получил самолёты Р-Z и вошел в состав 19-й легкобомбардировочной авиабригады ВВС Харьковского военного округа.
Принимал участие в Советско-финляндской войне с 13 февраля по 13 марта 1940 года. 27 января 1940 года полк в составе 5 эскадрилий и 63 самолётов Р-Z, перебазировался из Харькова в Кавголово и принимал участие в боевых действиях в составе ВВС 13-й армии. За это время произвел 1416 боевых вылетов.
В связи с перевооружением на самолёты Ил-2 8 декабря 1940 года полк переименован в 4-й штурмовой авиационный полк. Самолёты Р-Z оставались на вооружении полка до мая 1941 года. После сдачи самолётов, полк, под командованием майора Гетмана, перебазировался на аэродром Богодухово недалеко от Харькова, где в мае 1941 года в полк прибыли первые 5 Ил-2. В начале июня поступило 11 самолетов, а в середине месяца еще 48, из которых один был разбит при посадке.
В Великой Отечественной войне полк принимает участие с 27 июня 1941 года. Полк вступи в войну 27 июня, выполнив первый групповой удар, проштурмовав немецкую колонну на шоссе под Бобруйском. Действуя практически без истребительного прикрытия, полк нёс большие потери: к 4 июля в полку осталось 19 самолётов, погибли 20 лётчиков. Но полк оставался самой боеспособным полком на Западном фронте и ему ставились самые сложные задачи. В первые дни июля штурмовики разрушили 9 переправ противника через реку Березину, тем самым задержав продвижение немецких войск.
В период с 27 июня по 30 августа полк действовал на бобруйском, а затем на смоленском направлениях, выполнил 427 боевых вылетов, уничтожил и повредил 70 самолётов, 198 танков, 1820 автомашин, 30 автоцистерн, 13 зенитных орудий, 37 мотоциклов, 1 мост, 20 домов с войсками противника и до 12 500 солдат и офицеров. За отличное выполнение заданий командования на фронтах борьбы с немецкими захватчиками и проявленные при этом доблесть и мужество Указом Президиума Верховного Совета СССР от 04.10.1941 г. полк награждён орденом Ленина. К этому времени полк совершил более 600 боевых вылетов.
За время боев на Западном фронте полк потерял 40 человек личного состава и 55 самолётов. С 30 августа полк выведен в Воронеж на пополнение. С 18 сентября полк продолжал выполнять боевые задачи по уничтожению наступающих танковых и механизированных колонн, живой силы противника на Южном фронте в составе 5-й резервной авиационной группы. В этот период сменил множество аэродромов, среди них: Гуляй-Поле, Селидовка, Луганское, Николаевка, Ново-Александровка, хутор Смелый, совхоз имени Шмидта, Новая Астрахань, Шахты. Всего за период с 20 сентября 1941 года по 1 сентября 1942 года полк выполнил 939 боевых вылетов, уничтожил 185 самолётов Ме-109, 6 — Ju-88 и 3 Hs-126, 496 танков, 7 бронемашин, 2642 автомашины, 79 зенитных и 119 артиллерийских орудий, 37 минометов, 93 мотоцикла, 485 повозок с грузами, 10 переправ, 9 паровозов, 59 вагонов, до 17397 солдат и офицеров. Боевые потери полка составили: 38 самолётов Ил-2, 26 летчиков и 1 механик.
За показанные образцы мужества и героизма 4-й штурмовой авиационный ордена Ленина полк Приказом НКО № 70 7 марта 1942 года переименован в 7-й гвардейский штурмовой авиационный ордена Ленина полк.
В составе действующей армии полк находился с 27 июня по 24 августа 1941 года и с 18 сентября 1941 года по марта 1942 года по 7 марта 1942 года.

## Командиры полка
- майор Горлаченко Михаил Иосифович[2], с апреля 1938 года по декабрь 1940 года.
- майор, подполковник (с 08.12.1941 г.) Гетьман Семён Григорьевич[2], с декабря 1940 года по 7 марта 1942 года.

## В составе объединений
| Дата          | Фронт (округ)             | Армия                            | Дивизия                                        | Примечания |
| ------------- | ------------------------- | -------------------------------- | ---------------------------------------------- | ---------- |
| 27.04.1938 г. | Харьковский военный округ | ВВС Харьковского военного округа | 19-я легкобомбардировочная авиационная бригада |            |
| 27.01.1940 г. | Северо-Западный фронт     | ВВС 13-й армии                   |                                                |            |
| 13.03.1940 г. | Харьковский военный округ | ВВС Харьковского военного округа | 19-я легкобомбардировочная авиационная бригада |            |
| 08.12.1940 г. | Харьковский военный округ | ВВС Харьковского военного округа | 49-я бомбардировочная авиационная дивизия      |            |
| 02.07.1941 г. | Западный фронт            | ВВС 21-й армии                   | 11-я смешанная авиационная дивизия             |            |
| 24.07.1941 г. | Центральный фронт         | ВВС 13-й армии                   | 11-я смешанная авиационная дивизия             |            |
| 20.08.1941 г. | Орловский военный округ   | ВВС Орловского военного округа   | 1-я запасная авиационная бригада               | Воронеж    |
| 17.09.1941 г. | Южный фронт               | ВВС Южного фронта                |                                                |            |
| 23.09.1941 г. | Южный фронт               | ВВС Южного фронта                | 5-я резервная авиационная группа               |            |
| 07.03.1942 г. | Южный фронт               | ВВС Южного фронта                | 5-я резервная авиационная группа               |            |

## Участие в операциях и битвах

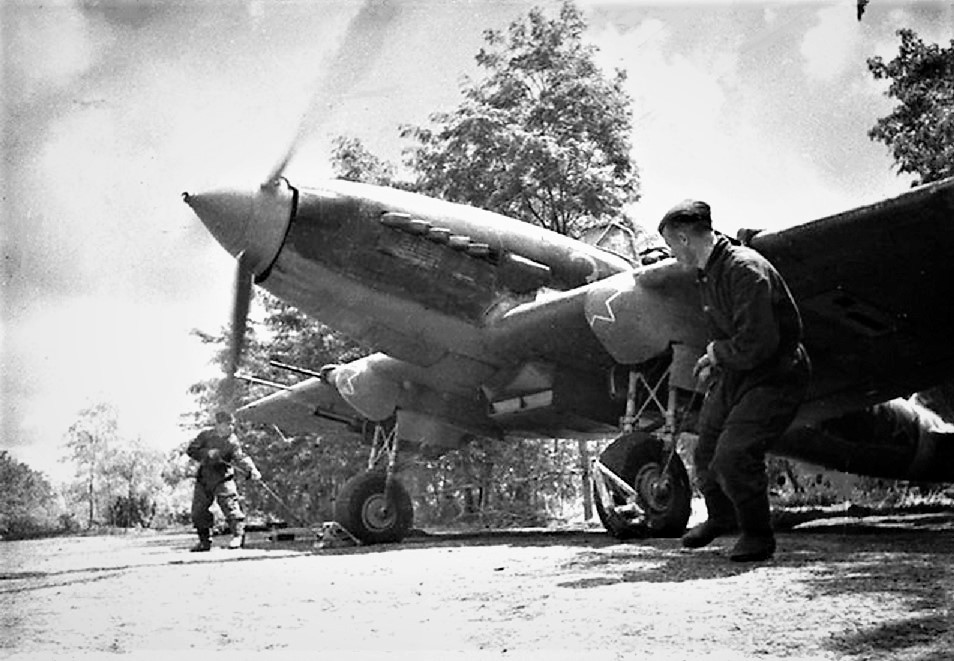
Штурмовик Ил-2 готовится вырулить на взлет.

- Приграничные сражения — с 22 июня 1941 года по 29 июня 1941 года.
- Смоленское сражение (1941) — с 10 июля 1941 года по 24 июля 1941 года
- Орловско-Брянская операция — с 30 сентября 1941 года по 23 октября 1941 года.
- Тульская оборонительная операция — с 24 октября 1941 года по 16 декабря 1941 года.
- Донбасско-Ростовская оборонительная операция — с 29 сентября 1941 года по 16 ноября 1941 года.
- Ростовская наступательная операция — с 17 ноября 1941 года по 2 декабря 1941 года.
- Барвенково-Лозовская операция — с 18 января 1942 года по 31 января 1942 года.

## Награды
- 4-й штурмовой авиационный полк за отличное выполнение заданий командования на фронтах борьбы с немецкими захватчиками и проявленные при этом доблесть и мужество Указом Президиума Верховного Совета СССР от 4 октября 1941 года награждён орденом Ленина[6].

## Отличившиеся воины
- Гетьман Семён Григорьевич, майор, командир 4-го штурмового авиационного полка 11-й смешанной авиационной дивизии Военно-воздушных сил Западного фронта за мужество и героизм, проявленные в боях с немецко-фашистскими захватчиками, Указом Президиума Верховного Совета СССР от 4 октября 1941 года присвоено звание Героя Советского Союза с вручением ордена Ленина и медали «Золотая Звезда» (№ 566).